# جيرالدين جيل
جيرالدين جيل (بالإنجليزية: Geraldine Gill)‏ هي دراجة أيرلندية، ولدت في 25 سبتمبر 1975.

## وصلات خارجية
- جيرالدين جيل على موقع أرشيف الدراجات (الإنجليزية)
- جيرالدين جيل على موقع إحصائيات الدراجات الإحترافية (الإنجليزية)